# Acinonyx kurteni
Acinonyx kurteni é um espécime fóssil falsificado de guepardo pré-histórico, supostamente do plioceno superior, descoberto na China. Foi descrito em 2008 e representaria, caso verdadeiro, a espécie de chita mais primitiva já descoberta.
O crânio fóssil teria sido descoberto em 2008, e sua descrição foi publicada em 2009.
Mesmo em 2008, haviam fortes suspeitas sobre a veracidade do fóssil. Tao Deng, Professor de Paleontologia no Instituto de Paleontologia e Paleoantropologia  de Vertebrados da China, foi o primeiro a observar que partes do crânio haviam sido fabricadas com gesso.
A publicação que descreveu a espécie foi finalmente retraída em 2012.